# Saturn Arena
La Saturn Arena est une salle omnisports située à Ingolstadt dans le land de la Bavière en Allemagne. La salle est principalement utilisée pour les rencontres de hockey sur glace.
Depuis 2003, c'est le domicile du ERC Ingolstadt du Championnat d'Allemagne de hockey sur glace.